# 4D-Report
Der 4D-Report (4-Dimensions-Report bzw. 4-Dimensionen-Bericht) ist ein Dokument im Qualitätsmanagement zur Bearbeitung von Reklamationen, genauer zur Aufzeichnung und Nachverfolgung von Fehlern. Im Gegensatz zum 8D-Report wird er auch für die schnelle interne Bearbeitung von aufgetretenen Fehlern verwendet. Es ist ein relativ kurzer und prägnanter Bericht, der sich gut dazu eignet, die Fertigung, die Geschäftsführung und ggf. den Kunden schnell und präzise zu informieren.
Bei kleineren Problemen (z. B. Logistikfehler usw.) ist ein kurzer Report sinnvoller. Ein vollständiger 8D-Report bläht kleinere Probleme mit gut greifbaren Ursachen oft unangemessen auf. Welche Art der Analyse und Problembeseitigung sinnvoll ist, liegt dabei in der Entscheidung des Reklamierenden.
Aufgezeichnet werden dabei vier Dimensionen oder auch Disziplinen, die der Sachverhaltsklärung, der Abwendung unmittelbarer Gefahren durch den Fehler (Sofortmaßnahmen) und der Vermeidung von Fehlerwiederholung dienen.
Ein 4D-Bericht beinhaltet folgende Disziplinen:
- D1: Problem beschreiben

- D2: Problemursache ermitteln
- D3: Sofortmaßnahmen einleiten
- D4: Korrekturmaßnahmen definieren und umsetzen